# Leggadina lakedownensis
Leggadina lakedownensis es una especie de roedor de la familia Muridae.

## Distribución geográfica
Se encuentra sólo en Australia.

## Hábitat
Su hábitat natural es: sabana árida. 